# Tour de France 1963
50. Tour de France rozpoczął się 23 czerwca w Nogent-sur-Marne, a zakończył się 14 lipca 1963 roku w Paryżu. Wyścig składał się z 21 etapów (etapy drugi i szósty zostały podzielone na 2 części), w tym: 13 etapów płaskich, 7 etapów górskich i 3 etapów jazdy indywidualnej na czas. Cała trasa liczyła 4137 km. W klasyfikacji generalnej po raz czwarty w karierze i trzeci z rzędu zwyciężył Francuz Jacques Anquetil. W klasyfikacji górskiej najlepszy był Hiszpan, Federico Bahamontes, w punktowej Belg Rik Van Looy, a w klasyfikacji drużynowej zwyciężył zespół Saint-Raphaël. Najaktywniejszym kolarzem został Van Looy.

## Drużyny
W tej edycji TdF wzięło udział 13 drużyn:
- Saint-Raphaël-Geminiani-Dunlop
- Mercier-BP-Hutchinson
- Faema-Flandria
- Wiel's-Groene Leeuw
- Margnat-Paloma-Motul-Dunlop
- Carpano
- Pelforth-Sauvage-Lejeune-Wolber
- Ferrys
- GBC-Libertas
- IBAC-Molteni
- Kas
- Peugeot-BP-Englebert
- Solo-Terrot-Englebert

## Etapy

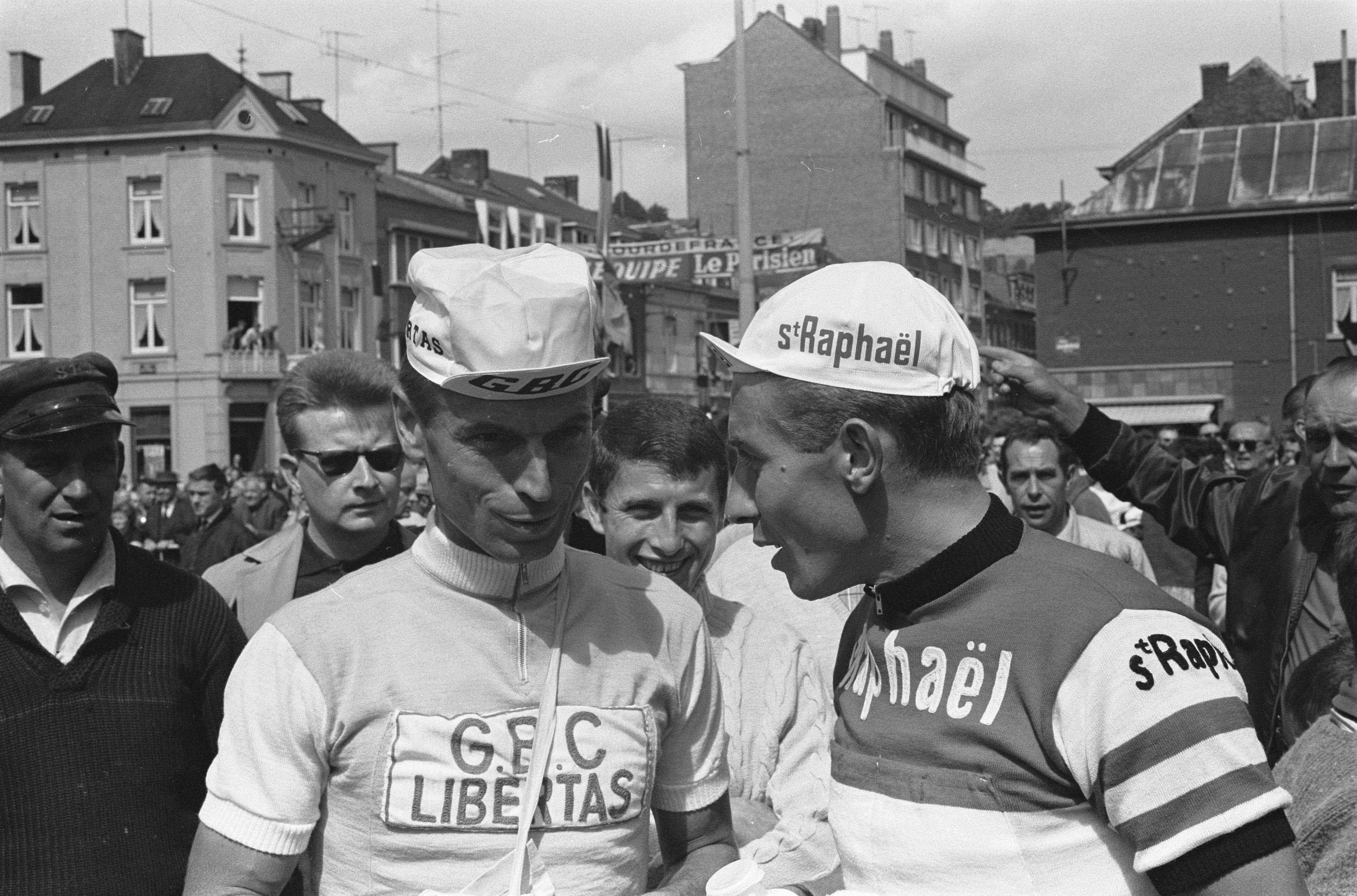
Rik Van Looy i Jacques Anquetil przed rozpoczęciem piątego etapu w Rouen

| 1  | 23 czerwca | Nogent-sur-Marne – Épernay             | 152,5 km      | Eddy Pauwels        |               |               |               |
| 2a | 24 czerwca | Reims – Jambes                         | 185,5 km      | Rik Van Looy        |               |               |               |
| 2b | 24 czerwca | Jambes                                 | ITT 21,5 km   | Pelforth-Sauvage    |               |               |               |
| 3  | 25 czerwca | Jambes – Roubaix                       | 223,5 km      | Seamus Elliott      |               |               |               |
| 4  | 26 czerwca | Roubaix – Rouen                        | 235,5 km      | Frans Melckenbeeck  |               |               |               |
| 5  | 27 czerwca | Rouen – Rennes                         | 285,0 km      | Antonio Bailetti    |               |               |               |
| 6a | 28 czerwca | Rennes – Angers                        | 118,5 km      | Roger De Breuker    |               |               |               |
| 6b | 28 czerwca | Angers                                 | ITT 24,5 km   | Jacques Anquetil    |               |               |               |
| 7  | 29 czerwca | Angers – Limoges                       | 236,0 km      | Jan Janssen         |               |               |               |
| 8  | 30 czerwca | Limoges - Bordeaux                     | 231,5 km      | Rik Van Looy        |               |               |               |
| 9  | 1 lipca    | Bordeaux - Pau                         | 202,0 km      | Pino Cerami         |               |               |               |
| 10 | 2 lipca    | Pau - Bagnères-de-Bigorre              | 148,5 km      | Jacques Anquetil    |               |               |               |
| 11 | 3 lipca    | Bagnères-de-Bigorre - Luchon           | 131,0 km      | Guy Ignolin         |               |               |               |
| 12 | 4 lipca    | Luchon - Tuluza                        | 207,5 km      | André Darrigade     |               |               |               |
| 13 | 5 lipca    | Tuluza - Aurillac                      | 234,0 km      | Rik Van Looy        |               |               |               |
|    | 6 lipca    | Dzień przerwy                          | Dzień przerwy | Dzień przerwy       | Dzień przerwy | Dzień przerwy | Dzień przerwy |
| 14 | 7 lipca    | Aurillac - Saint-Étienne               | 236,5 km      | Guy Ignolin         |               |               |               |
| 15 | 8 lipca    | Saint-Étienne - Grenoble               | 174,0 km      | Federico Bahamontes |               |               |               |
| 16 | 9 lipca    | Grenoble - Val d’Isère                 | 202,0 km      | Fernando Manzaneque |               |               |               |
| 17 | 10 lipca   | Val d’Isère – Chamonix                 | 227,5 km      | Jacques Anquetil    |               |               |               |
| 18 | 11 lipca   | Chamonix – Lons-le-Saunier             | 225,0 km      | Frans Brands        |               |               |               |
| 19 | 12 lipca   | Arbois - Besançon                      | ITT 54,5 km   | Jacques Anquetil    |               |               |               |
| 20 | 13 lipca   | Besançon - Troyes                      | 233,5 km      | Roger De Breuker    |               |               |               |
| 21 | 14 lipca   | Troyes – Paryż (Aleja Pól Elizejskich) | 185,5 km      | Rik Van Looy        |               |               |               |

## Liderzy klasyfikacji po etapach
| Etap                 | Zwycięzca            | Klasyfikacja generalna | Klasyfikacja punktowa | Klasyfikacja górska | Klasyfikacja drużynowa |
| -------------------- | -------------------- | ---------------------- | --------------------- | ------------------- | ---------------------- |
| 1                    | Eddy Pauwels         | Eddy Pauwels           | Eddy Pauwels          | brak                | Libertas               |
| 2a                   | Rik Van Looy         | Eddy Pauwels           | Rik Van Looy          | brak                | Pelforth               |
| 2b                   | Pelforth-Sauvage     | Eddy Pauwels           | Rik Van Looy          | brak                | Pelforth               |
| 3                    | Seamus Elliott       | Seamus Elliot          | Rik Van Looy          | brak                | Pelforth               |
| 4                    | Frans Melckenbeeck   | Seamus Elliot          | Rik Van Looy          | brak                | Pelforth               |
| 5                    | Antonio Bailetti     | Seamus Elliot          | Rik Van Looy          | brak                | Pelforth               |
| 6a                   | Roger De Breuker     | Seamus Elliot          | Rik Van Looy          | brak                | Pelforth               |
| 6b                   | Jacques Anquetil     | Gilbert Desmet         | Rik Van Looy          | brak                | Saint-Raphaël          |
| 7                    | Jan Janssen          | Gilbert Desmet         | Rik Van Looy          | brak                | Saint-Raphaël          |
| 8                    | Rik Van Looy         | Gilbert Desmet         | Rik Van Looy          | brak                | Saint-Raphaël          |
| 9                    | Pino Cerami          | Gilbert Desmet         | Rik Van Looy          | brak                | Saint-Raphaël          |
| 10                   | Jacques Anquetil     | Gilbert Desmet         | Rik Van Looy          | Federico Bahamontes | Saint-Raphaël          |
| 11                   | Guy Ignolin          | Gilbert Desmet         | Rik Van Looy          | Federico Bahamontes | Saint-Raphaël          |
| 12                   | André Darrigade      | Gilbert Desmet         | Rik Van Looy          | Federico Bahamontes | Saint-Raphaël          |
| 13                   | Rik Van Looy         | Gilbert Desmet         | Rik Van Looy          | Federico Bahamontes | Saint-Raphaël          |
| 14                   | Guy Ignolin          | Gilbert Desmet         | Rik Van Looy          | Federico Bahamontes | Saint-Raphaël          |
| 15                   | Federico Bahamontes  | Gilbert Desmet         | Rik Van Looy          | Federico Bahamontes | Saint-Raphaël          |
| 16                   | Fernando Manzaneque  | Federico Bahamontes    | Rik Van Looy          | Federico Bahamontes | Saint-Raphaël          |
| 17                   | Jacques Anquetil     | Jacques Anquetil       | Rik Van Looy          | Federico Bahamontes | Saint-Raphaël          |
| 18                   | Frans Brands         | Jacques Anquetil       | Rik Van Looy          | Federico Bahamontes | Saint-Raphaël          |
| 19                   | Jacques Anquetil     | Jacques Anquetil       | Rik Van Looy          | Federico Bahamontes | Saint-Raphaël          |
| 20                   | Roger De Breuker     | Jacques Anquetil       | Rik Van Looy          | Federico Bahamontes | Saint-Raphaël          |
| 21                   | Rik Van Looy         | Jacques Anquetil       | Rik Van Looy          | Federico Bahamontes | Saint-Raphaël          |
| Klasyfikacja końcowa | Klasyfikacja końcowa | Jacques Anquetil       | Rik Van Looy          | Federico Bahamontes | Saint-Raphaël          |

## Klasyfikacje końcowe

### Klasyfikacja generalna
| Pozycja | Zawodnik            | Drużyna             | Czas          |
| ------- | ------------------- | ------------------- | ------------- |
| 1.      | Jacques Anquetil    | Saint-Raphaël       | 113 h 30' 05" |
| 2.      | Federico Bahamontes | Margnat-Paloma      | +3' 35"       |
| 3.      | José Pérez Francés  | Ferrys              | +10' 14"      |
| 4.      | Jean-Claude Lebaube | Saint-Raphaël       | +11' 55"      |
| 5.      | Armand Desmet       | Faema-Flandria      | +15' 00"      |
| 6.      | Angelino Soler      | Faema-Flandria      | +15' 04"      |
| 7.      | Renzo Fontona       | IBAC-Molteni        | +15' 27"      |
| 8.      | Raymond Poulidor    | Mercier-BP          | +16' 46"      |
| 9.      | Hans Junkermann     | Wiels-Groene Lieeuw | +18' 53"      |
| 10.     | Rik Van Looy        | GBC-Libertas        | +19' 24"      |

### Klasyfikacja punktowa
| Pozycja | Zawodnik            | Drużyna       | Punkty |
| ------- | ------------------- | ------------- | ------ |
| 1.      | Rik Van Looy        | GBC-Libertas  | 275    |
| 2.      | Jacques Anquetil    | Saint-Raphaël | 138    |
| 3.      | Federico Bahamontes | Margnat       | 112    |
| 4.      | Benoni Beheyt       | Wiel's        | 111    |
| 5.      | José Pérez Francés  | Ferrys        | 81     |

### Klasyfikacja górska
| Pozycja | Zawodnik            | Drużyna       | Punkty |
| ------- | ------------------- | ------------- | ------ |
| 1.      | Federico Bahamontes | Margnat       | 147    |
| 2.      | Raymond Poulidor    | Mercier       | 70     |
| 3.      | Guy Ignolin         | Saint-Raphaël | 68     |
| 4.      | Claude Mattio       | Margnat       | 51     |
| 5.      | Jacques Anquetil    | Saint-Raphaël | 47     |

### Klasyfikacja drużynowa
| Pozycja | Drużyna            | Czas          |
| ------- | ------------------ | ------------- |
| 1.      | Saint-Raphaël      | 340 h 35' 25" |
| 2.      | Pelforth-Sauvage   | +36' 49"      |
| 3.      | Faema-Flandria     | +43' 13"      |
| 4.      | Wiels-Groene Leeuw | +59' 03"      |
| 4.      | Ferrys             | +59' 03"      |